# Пелікула
Пелікула (лат. pellicula, зменшуване від pellis — шкіра) — захисна плівка з ущільненої протоплазми, що вкриває деякі евкаріотичні організми. Являє собою підстилаючий плазмалему шар плоских мембранних бульбашок — альвеол. Зовнішня поверхня пелікули частіше гладенька, у інфузорій вкрита різноманітними виростами. У деяких груп пелікула тонка, еластична і не заважає зміні форми тіла. У інших протоплазма є щільнішим утворенням і визначає постійну, характерну для даного організму, форму (як-от в інфузорії-туфельки). У арцел, форамініфер клітина оточена захисною черепашкою.
Фізико-хімічні властивості пелікули мають суттєве значення у процесах обміну речовин між організмом і навколишнім середовищем. 
Наявність пелікули розглядається як синапоморфія Apicomplexa, Ciliophora і Dinoflagellata, яка підтвердила об'єднання цих трьох груп у монофілетичну групу альвеолят [=Alveolata].